# مايكل دوميت
مايكل دوميت (بالإنجليزية: Michael Dummett)‏ هو فيلسوف بريطاني ولد في يوم 27 يونيو 1925 في مدينة لندن عاصمة بريطانيا، يعتبر من أشهر الفلاسفة البريطانيين ألذين تكلموا عن التكيف العرقي والمساواة، نال شهادته من جامعة أوكسفورد ودرس تاريخ الفلسفة التحليلية وتأثر بتعاليم جوتلوب فريجه وإختص بمواضيع فلسفة الرياضيات وفلسفة المنطق وفلسفة اللغة وفلسفة ما بعد الطبيعة وعرف بتتبعه لمعرفة نتائج مناظرات واقعية فلسفية واللاواقعية وقد ناظر عدة فلاسفة في عدة مواضيع وكان أشهرهم أنطوني فلو، توفي في يوم 27 ديسمبر 2011.

## التعليم والخدمة العسكرية
وُلد دوميت بتاريخ 27 يونيو 1925، لوالديه جورج هربرت دوميت (1880–1970)، تاجر حرير، ومابيل آيريس؛ قبل الزواج: إيردلي ويلموت (1893-1980). درس في مدرسة ساندرويد في ويلتشير، وكان باحثًا في كلية وينشستر، وفي كرايست تشيرش، أكسفورد، التي منحته منحة دراسية كبرى في عام 1943. استُدعي للخدمة العسكرية في ذلك العام وخدم حتى عام 1947، بصفة جندي خاص في المدفعية الملكية أولًا، ثم في سلاح المخابرات في الهند والملايا. تخرج عام 1950 بالمرتبة الأولى في السياسة والفلسفة والاقتصاد من جامعة أكسفورد، وانتخب زميلًا حائزًا على جائزة زمالة كلية أول سولز، أكسفورد.

## مسيرته الأكاديمية
أصبح دوميت في عام 1979 أستاذًا برتبة ويكهام للمنطق في أكسفورد، وهو المنصب الذي شغله حتى تقاعده في عام 1992. خلال فترة عمله، حصل على زمالة في نيو كوليدج، أكسفورد. شغل أيضًا مناصب تدريسية في جامعات برمنغهام وكاليفورنيا في بيركلي وستانفورد وبرينستون وهارفرد. حصل على جائزة رولف شوك عام 1995، وحصل على لقب فارس عام 1999. فاز عام 2010 بجائزة لاوينر لأعماله المتميزة في الفلسفة التحليلية.
خلال مسيرته المهنية في أكسفورد، أشرف دوميت على العديد من الفلاسفة الذين تميزوا مهنيًا، بمن فيهم بيتر كاروثرز، وأدريان مور، وإيان رومفيت، وكريسبين رايت.

## أعماله الفلسفية
لاقى عمل دوميت عن الفيلسوف الألماني فريجه الاستحسان والإشادة. يُنظر إلى كتابه الأول فريجه: فلسفة اللغة (1973)، الذي كتبه على مدى سنوات عديدة، على أنه كتاب كلاسيكي. أدى دورًا فعالًا في إعادة اكتشاف عمل فريجه، وأثر في جيل من الفلاسفة البريطانيين.
في ورقته البحثية المنشورة عام 1963 بعنوان «الواقعية»، روّج دوميت لنهج مثير للجدل لفهم الخلاف التاريخي بين الفلسفة الواقعية والمذاهب الفلسفية الأخرى غير الواقعية مثل المثالية، والاسمية، واللاواقعية. صنف هذه المذاهب على أنها معادية للواقعية وجادل بأن الخلاف الأساسي بين الواقعية ومناهضة الواقعية تمحور حول طبيعة الحقيقة.
يرى دوميت أنه من الأفضل فهم الواقعية على أنها الواقعية الدلالية، أي الرأي القائل إن كل جملة تصريحية في لغة المرء ثنائية التكافؤ (صحيحة أو خاطئة بصورة قاطعة) وفوقية بالنسبة إلى الأدلة (مستقلة عن وسائلنا لمعرفة صحتها من خطئها)، بينما يرفض مناهضو الواقعية هذا الرأي لصالح مفهوم الحقيقة التي يمكن معرفتها (أو تأكيدها). تاريخيًا، اتضح أن هذه المناقشات مثلت خلافات حول حقيقة وجود نوع معين من الكيانات بصورة موضوعية، وعليه قد نتطرق إلى الواقعية أو معاداة الواقعية مع الإشارة إلى العقول الأخرى، أو الماضي، أو المستقبل، أو المسلمات، أو الكيانات الرياضية (مثل الأعداد الطبيعية)، أو المقولات الأخلاقية، أو العالم المادي، أو حتى الفكر. تمثلت حداثة نهج دوميت في رؤية هذه النزاعات على أنها في الجوهر مماثلة للنزاع بين الحدسية والأفلاطونية في فلسفة الرياضيات.
اعتنق دوميت معاداة الواقعية الدلالية؛ موقف يشير إلى أن الحقيقة لا يمكن أن تأخذ دور الفكرة المركزية في نظرية المعنى ويجب استبدالها بالبرهنة. ترتبط معاداة الواقعية الدلالية أحيانًا بالاستدلال الدلالي.

## نشاطه
كان دوميت ناشطًا سياسيًا مناهضًا للعنصرية. أهمل مسيرته الفلسفية ليترك بصمةً في مجال الحقوق المدنية للأقليات خلال ما اعتبره فترة إصلاح حاسمة في أواخر الستينيات. عمل أيضًا على نظرية التصويت التي أدت إلى تقديمه نظام الكوتا بوردا.
اعتمد دوميت اعتمادًا كبيرًا على عمله في هذا المجال عند تأليفه كتابه عن الهجرة واللاجئين، الذي يقدم وصفًا لما تطلبه العدالة من الدول فيما يتعلق بالتنقل بين الدول. يجادل دوميت في كتابه هذا بأن الجزء الأعظم من معارضة الهجرة قد بُني على أساس عنصري، خاصةً في المملكة المتحدة حسب رأيه.
كتب عن صدمته عند عثوره على آراء فاشية ومعادية للسامية في يوميات فريجه، الذي كرس لأعماله جزءًا كبيرًا من حياته المهنية.
انضم دوميت وزوجته إلى الجمعية الوطنية للنهوض بالملونين (إن إيه إيه سي بّي) في 1955-1956، في أثناء وجوده في بيركلي، كاليفورنيا. التقى مارتن لوثر كينغ جونيور في يونيو 1956، عند زيارته سان فرانسيسكو، وسمع منه أن أليستير كوك يزود الجمهور البريطاني بما وصفه كينغ بأنه «تقارير متحيزة ومعادية» عن حركة الحقوق المدنية وتحديدًا عن حملة مقاطعة حافلات مونتغمري. سافر دوميت إلى مونتغمري وكتب تقريره الخاص. على أي حال، رفضت صحيفة ذا غارديان نشر مقال دوميت ودحضه لنسخة كوك حول أحداث مونتغمري، وأبت حتى نشره على شكل بيان مختصر كرسالة إلى المحرر؛ بي بي سي.